# Kaze Uzumaki

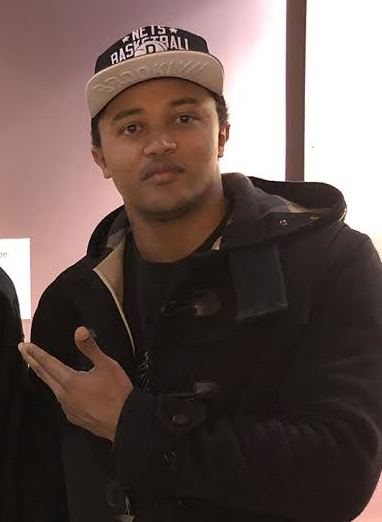
Kaze Uzumaki

Kaze Uzumaki (* 20. Juli 1988 in New York City) ist ein deutscher Schauspieler, Drehbuchautor, Regisseur, Rapper und Synchronsprecher sowie Dialogbuchautor und Dialogregisseur.

## Biografie
Kaze Uzumaki wurde in New York geboren. Er ist der Sohn eines amerikanisch-japanischen Vaters und einer afrikanischen Mutter.
Kaze Uzumaki begann seine Karriere als Dialogbuchautor für die MTV-Serie Workaholics unter der Regie von Björn Schalla. Seine erste Synchronaufnahme erfolgte im Film Teenage Mutant Ninja Turtles: Out of the Shadows, wo er die Rolle mit dem Namen Bumblebee und den Basketballspieler DeAndre Jordan synchronisierte. Anfang 2018 synchronisierte er seine erste große Filmrolle „W’Kabi“, gespielt vom Oscarnominierten Daniel Kaluuya im Marvel Kinofilm Black Panther. Bekannt ist er als die deutsche Synchronstimme von Melvin Gregg, den er zum Beispiel in Nine Perfect Strangers synchronisierte, so wie „Dr. Vik Roy“ gespielt von Rushi Kota in Grey’s Anatomy, die deutsche Synchronstimme von Jorge Lendeborg Jr., den er unter anderem im Transformers-Spin-Off Bumblebee gesprochen hat, sowie die deutsche Synchronstimme von Damson Idris, Shane Paul McGhie und Kareem J. Grimes. In Quentin Tarantinos Once Upon a Time in Hollywood war er die deutsche Stimme von Mike Moh als Bruce Lee.
2021 veröffentlichte die New York Times einen Artikel mit dem Titel Pixar’s ‘Soul’ Has a Black Hero. In Denmark, a White Actor Dubs the Voice in dem Uzumaki ausführlich über seine Erfahrungen und Gedanken als einer der wenigen schwarzen Synchronsprecher in Deutschland erzählt.
Seine Karriere als Schauspieler begann er 2022 mit einer Rollen in der Sky-Deutschland-Serie Funeral for a Dog. 2023 hat Uzumaki seinen eigenen Kurzfilm My Method geschrieben, in dem er sowohl die Regie führt als auch die Hauptrolle spielt. Dieser Kurzfilm wird bereits von Kritikern gefeiert und hat schon etliche Filmpreise ergattern können. Unter anderem gewann Uzumaki für seine Leistung in dem Film einen Schauspielpreis und 2 Regiepreise.

## Filmografie
- 2023: My Method (Kurzfilm)
- 2022: Funeral For A Dog (Sky Serie)

## Synchronrollen (Auswahl)

### Filme
- 2003 (Neusynchronisation 2019): Battle Royale II: Requiem – Kenji Harada (als Naoki Jo)
- 2016: Teenage Mutant Ninja Turtles: Out of the Shadows – DeAndre Jordan (als DeAndre Jordan)
- 2017: Brawl in Cell Block 99 – Calvin Dutton (als Sean)
- 2017: Downsizing – Warren Belle (als Tunde)
- 2017: Patti Cake$ – Queen of Rap – Queen of Rap – Chi Ali Skyzoo (als Yung Nurple)
- 2017: xXx: Die Rückkehr des Xander Cage – Neymar (als Neymar)
- 2018: Black Panther – Daniel Kaluuya (als W’Kabi)
- 2018: Bumblebee – Jorge Lendeborg Jr. (als Memo)
- 2018: Pacific Rim: Uprising – Levi Meaden (als Kadett Ilya)
- 2018: Snake Outta Compton – David E. Lucas (als Biggie)
- 2018: The Mule – Kareem J. Grimes (als Nerdy Husband)
- 2018: Widows – Tödliche Witwen – Josia Sheffie (als Marcus)
- 2018: Superfly – Terayle Hill (als Dee)
- 2019: 1917 – Gabriel Akuwudike (als Private Buchanan)
- 2019: After Passion – Shane Paul McGhie (als Landon Gibson)
- 2019: Alita: Battle Angel – Jorge Lendeborg Jr. (als Tanji)
- 2019: Alles außer gewöhnlich – Bryan Mialoundama (als Dylan)
- 2019: High Flying Bird – Melvin Gregg (als Erick)
- 2019: Joker – Vito Gerbino (als Straßenkind)
- 2019: Once Upon a Time in Hollywood – Mike Moh (als Bruce Lee)
- 2019: Terminator: Dark Fate – Diego Boneta (als Diego Ramos)
- 2019: The Dead Don’t Die – Luka Sabbat (als Zack)
- 2019: The Gentlemen – Sean Sagar (als Mal)
- 2019: The Last Summer – Norman Johnson Jr. (als Mason)
- 2019: Wer wir sind und wer wir waren – Finn Bennet (als Robbie)
- 2019: Yardie – Calvin Demba (als Sticks)
- 2020: Adú – Adam Nourou (als Massar)
- 2020: After Truth – Shane Paul McGhie (als Landon Gibson)
- 2020: Bruderherz – Jay Reeves (als Ray Ray McElrathbey)
- 2020: Eurovision Song Contest: The Story of Fire Saga – Chris Lew Kum Hoi (als Jae Bong)
- 2020: Harriet – Der Weg in die Freiheit – Henry Hunter Hall (als Walter)
- 2020: Just Mercy – CJ LeBlanc (als John McMillian)
- 2020: Out Of Play: Der Weg Zurück – Melvin Gregg (als Marcus Parrish)
- 2020: Project Power – CJ LeBlanc (als Miggs)
- 2020: Soul – Daveed Diggs (als Paul)
- 2020: The Devil All the Time – Ivan Hoey Jr. (als Orville Buckman)
- 2020: Work It – Nathaniel Scarlette (als DJ Tapes)
- 2021: Der Prinz aus Zamunda 2 – Rotimi (als Idi Izzi)
- 2021: Dune – Benjamin Clémentine (als Herald Of The Change)
- 2021: Escape Room 2: No Way Out – Matt Esof (als Junkie)
- 2021: Infinite – Lebe unendlich – Jumayn Hunter (als Ray Ray)
- 2021: King Richard – Traum, Satz und Sieg – Craig Tate (als Bells)
- 2021: No Sudden Move – Vertraue niemand – Byron Bowers (als Maurice)
- 2021: Nobody – Araya Mengesha (als Pavel)
- 2021: Outside the Wire – Damson Idris (als Harp)
- 2021: The French Dispatch – Toheeb Jimoh (als Kadett 1)
- 2021: The Many Saints of Newark – Mason Bleu (als Leon Overall)
- 2021: The Protégé – Made for Revenge – Cole Gamba (als Benny)
- 2021: West Side Story – Jess LeProtto (als A-Rab)
- 2021: Willy’s Wonderland – Terayle Hill (als Bob)
- 2021: Winterbucht – Mustapha Aarab (als John John)
- 2021: After Love – Chance Perdomo (als Landon)
- 2021: Monster! Monster? – ASAP Rocky (als William King)
- 2021: The Gateway – Im Griff des Kartells – Brandon Williams (als Jamal)
- 2022: Babylon – Rausch der Ekstase – Jovan Adepo (als Sidney Palmer)
- 2022: Die Küchenbrigade – Boubacare Balde (als Boubacar)
- 2022: Dreizehn Leben – Thira Chutikul (als Commander Kiet)
- 2022: I Came By – Percelle Ascott (als Jameel Jay Agassi)
- 2022: Jackass Forever – Davon Wilson (als Davon ‘Jasper’ Wilson)
- 2022: Neymar: Das vollkommene Chaos – Neymar (als Neymar)
- 2022: 13: Das Musical – JD McCrary (als Brett Sampson)
- 2022: After Forever – Chance Perdomo (als Landon Gibson)
- 2022: American Skin – Shane Paul McGhie (als Jordin King)
- 2022: House Party – Melvin Gregg (als Larry)
- 2022: Jackass 4.5 – Davon Wilson (als Davon ‘Jasper’ Wilson)
- 2022: Verwünscht nochmal – Kolton Stewart (als Tyson)
- 2023: Perfect Addiction – Nicholas Duvernay (als Brent Jacobs)
- 2023: Renfield – Rosha Washington (als Trevante)
- 2023: Sharpert – Brian Rojas (als Mr. Mosely)
- 2023: Spider-Man: Across the Spider-Verse – Daniel Kaluuya (als Hobart Hobie Brown / Spider-Punk)
- 2023: We have a Ghost – Niles Fitch (als Fulton Presley)
- 2023: Weathering – Jermaine Fowler (als James)
- 2024: Caddo Lake – Larry S. White II (als Jagdaufseher)
- 2024: Bandida – Die Nummer 1 – Sant (als Boca Mole)
- 2024: Bob Marley: One Love – David Davo Kerr (als Junior Marvin)
- 2024: Ein Jackpot zum Sterben! – Donald Elise Watkins (als DJ Donald)
- 2024: Kinds of Kindness – Ja’Quan Monroe-Henderson (als Jonathan)
- 2024: Sting – Jermaine Fowler (als Kammerjäger Frank)
- 2024: Rebel Ridge – C.J. LeBlanc (als Mike Simmons)
- 2024: Sweethearts – Miles Gutierrez-Riley (als Lukas)
- 2024: Libre – Gaël Kamilindi (als Nathan)
- 2024: Rez Ball – Damian Henry Castellane (als Ruckus Largo)
- 2024: A Soweto Love Story – Lunga Shabalala (als Sandile)
- 2024: Megalopolis – Bailey Ives (als Huey Wilkes)
- 2024: Kraven the Hunter – Tom Reed (als Bert)
- 2024: Don't Tell Mom the Babysitter's Dead – Jermaine Fowler (als Gus)

### Serien
- 2018: Best.Worst.Weekend.Ever. – Eddie Leavy (als Duane)
- 2018: Unten am Fluss – Daniel Rigby (als Dandelion)
- 2018–2019: Grey’s Anatomy – Rushi Kota (als Vik Roy)
- 2018–2020: The Last O.G. – Daniel J. Watts (als Felony)
- 2019–2023: Brassic – Anthony Welsh (als Jake)
- 2019: Die Wege des Herrn – Lue Dittmann Støvelbæk (als William)
- 2019: Hackerville – Vlad Brumaru (als Dragos Matei)
- 2019: Love After Lockdown – Shane Michael (als Shane Michael)
- 2019: Mysterious Mermaids – Sedale Threatt Jr. (als Levi)
- 2019: PEN15 – Allius Barnes (als Evan)
- 2019: Quicksand – Im Traum kannst du nicht lügen – Mohamed Saleh (als Dennis)
- 2019: Riviera – Merveille Lukeba (als Raoul)
- 2019: The Order – Aaron Hale (als Brandon)
- 2019: Unbelievable – Shane Paul McGhie (als Connor)
- 2019: 1983 – Bartosz Cao (als Thahn)
- 2019: Wage Es Nicht (Dare Me) – Antonio J. Bell (als Michael Slocum)
- 2019–2020: Greenleaf – Shane Paul McGhie (als Dante)
- 2019–2020: Mocro Maffia – Oussama Ahammoud (als Youssef „Maus“ Taheri)
- 2019–2020: Mr. Iglesias – Bentley Green (als Rakeem Rozier)
- 2019–2021: Black Lightning – Rafael Castillo (als Devonte Jones)
- 2019–2022: All American – Kareem J. Grimes (als Preach)
- 2020: Hausen – Haidils Idrissou (als James)
- 2020: High Maintenance – Brandon Gilpin (als Connie)
- 2020: Psychedelische Abenteuer: Have a Good Trip! – ASAP Rocky (als ASAP Rocky)
- 2020: Rache ist süß – Byron Easmon (als Theo)
- 2020: Sneakerheads – Jason Markk (als Jason Markk)
- 2020: Spides – Leo Kebernik (als Serkan)
- 2020: Süße Magnolien – Bentley Green (als Luke)
- 2020: Teenage Bounty Hunters – Myles Evans (als Myles)
- 2020: The Ones Within – Tasuku Hatanaka / Travis Mullenix (als Anya Kudō)
- 2020–2021: Betty – Raekwon Haynes (als Philip)
- 2020–2021: Gentefied – Joseph Julian Soria (als Erik Morales)
- 2021: Dad Stop Embarrassing Me! – Andrew K. Jones Jr. (als Teen Brian)
- 2021: Die Köchin von Castamar – Jean Cruz (als Gabriel de Castamar)
- 2021: Kuroko’s Basketball – Toshiki Masuda (als Kotarou Hayama)
- 2021: Lupin – Moussa Sylla (als Lt. Barreto)
- 2021: Nine Perfect Strangers – Melvin Gregg (als Ben Chandler)
- 2021: Superman & Lois – Fritzy-Klevans Destine (als Sean Smith)
- 2021: The Falcon and the Winter Soldier – Elijah Richardson (als Eli Bradley)
- 2021: The Watch – Trevor Frost (als Young Sam Vimes)
- 2021: Your Honor – Isaiah Sam (als Ethan)
- 2021: City on a Hill – Marc John Jefferies (als Rickey Townsend)
- 2021: Fairfax – Jaboukie Young-White (als Truman)
- 2021: FBI – Cleveland Berto (als Chris Zapata)
- 2021: Intergalactic – Malcolm Atobrah (als Seb Throne)
- 2021: Die Spaßvertretung – Juanpa Zurita (als Juanpa)
- 2022: Die Welt von morgen – Die Geschichte von DJ Dee Nasty und NTM – Melvin Boomer (als Joey Starr)
- 2022: Ein Mädchen namens Lay Lay – Elijah M. Cooper (als Cobo)
- 2022: Reboot – Kristian Flores (als Connor)
- 2022–2023: The Marvelous Mrs. Maisel – Jay Will (als James)
- 2022: We Own This City – Curt Morlaye (als Antonio ‘Brill’ Shropshire)
- 2022: Euphoria – Demetrius ‘Lil Meech’ Flenory (als Travis)
- 2022: Vincenzo – Sung-cheol Kim (als Min-seong Hwang)
- 2022: In from the Cold – Charles Brice (als Chris)
- 2022–2024: Monster High – Darius Marquis Johnson (als Barkimedes)
- 2022–2024: Cobra Kai – Okea Eme-Akwari (als Shawn Payne)
- 2022–2024: The Outlaws – Gamba Cole (als Christian Taylor)
- 2022–2024: From – Corteon Moore (als Ellis)
- 2022–2024: Harry Wild – Mörderjagd in Dublin – Rohan Nedd (als Fergus Reid)
- 2023: Love Is Blind – Marshall (als Marshall)
- 2023: Will Trent – Darian Rolle (als Mullins)
- 2023: Hijack – Mohamed Elsandel (als Jaden)
- 2023: Die Gabe – Toheeb Jimoh (als Tunde Ojo)
- 2023: Absolute Anfänge – Jan Salasinski (als Igor)
- 2023: XO, Kitty – Anthony Keyvan (als Quincy ‘Q’ Shabazian)
- 2023–2024: Too Hot to Handle – Louis Russell
- 2023–2024: Shrinking – Luke Tennie (als Sean)
- 2023–2024: Harry Wild – Mörderjagd in Dublin – Rohan Nedd (als Fergus Reid) Staffel 3
- 2024: Receiver – Devante Adams (als Devante Adams)
- 2024: Bay of Fires – Ilai Swindells (als Sammi)
- 2024: Wistoria: Wand and Sword – Atsushi Kosaka (als Mike Maius)
- 2024: The Duel – Denny Love (als Sam)
- 2024: Elsbeth – Jahir Hipps (als Hip-Hop-Reiseleiter)
- 2024: Grotesquerie – Al-Shabazz Jabateh (als Junger Polizist)
- 2024: On Call – Robert Bailey jr. (als Officer Holt)
- 2024: Die Papiere des Engländers – Délcio Rodrigues (als Kappa)
- 2024: Furies – Gédéon Ekay (als Thomas)
- 2024: Resurrected Rides – Chris Redd (als Chris Redd)
- 2024: Girl in my Diary – Wesley Ngoto (als Titus)
- 2024: Renegade Nell – Enyi Okoronkwo (als Rasselas)
- 2024: Mr. & Mrs. Smith – Dontae Hawkins (als Terrence)
- 2024: The Sympathizer – Maxwell Whittington-Cooper (als Idol / Jamie Johnson)
- 2024: Carl Hiaasen's Bad Monkey – Jacob Daniel Smith (als Willy)
- 2024: Starting 5 – Anthony Edwards (als Anthony Edwards)
- 2024: The Road Trip – David Jonsson (als Marcus)

## Dialogbuch und -Regie
Dialogbuchautor
- 2017: Dear White People
- 2017: Workaholics
- 2017–2022: Atlanta
- 2018–2022: Jersey Shore Family Vacation
- 2018–2022: The Last O.G.
- 2019: 6 Underground
- 2019: Baghdad in my Shadow
- 2019: Troop Zero
- 2019: Your Pretty Face Is Going to Hell
- 2019–2021: Haus des Geldes (Staffeln 3–5)
- 2020: Rap Game (Staffel 2)
- 2020: Asylum – Irre-phantastische Horror-Geschichtenerzähler
- 2020–2021: Betty[8]
- 2021: Halston
- 2021: Colin in Black & White
- 2021–2022: Dave
- 2021–2022: Fairfax
- 2021–2022: Love Never Lies (Amor con fianza)
- 2022: Country Queen
- 2022: Reboot
- 2022: The Bear: King of the Kitchen
- 2022: Hustle
- 2022–2024: Love Never Lies: Poland
- 2022–2024: Selling The O.C.
- 2022–2024: Murdoch Mysteries
- 2023–2024: Too Hot to Handle
- 2023: Absolute Anfänger
- 2023: Champion
- 2023: Kevin Hart & Chris Rock: Headliners
- 2024: Physical 100
- 2024: Trainwreck
- 2024: Solo
- 2024: Owning Manhattan
- 2024: The Influencer
- 2024: Starting 5

Dialogregie
- 2018–2022: Jersey Shore Family Vacation
- 2018–2022: The Last O.G.
- 2020–2021: Betty
- 2021–2022: Love Never Lies (Amor con fianza)
- 2022: Reboot
- 2022: Atlanta
- 2022: Love Never Lies: Poland
- 2023: Too Hot to Handle (Fernsehsendung)
- 2023: Selling The O.C.
- 2023: Absolute Anfänge[9]
- 2023: Champion
- 2023: Kevin Hart & Chris Rock: Headliners
- 2024: Physical 100
- 2024: Trainwreck
- 2024: Solo
- 2024: Owning Manhattan
- 2024: The Influencer

## Auszeichnungen
AltFF Alternative Film Festival
- Auszeichnung mit dem Best Actor in a Short Film Award für My Method (2023)[10]

Best Actor & Director Awards – New York
- Auszeichnung mit dem Best Actor in a Thriller für My Method (2023)
- Auszeichnung mit dem Best 1st Time Director of a Short für My Method (2023)[11]

Cine Paris Film Festival
- Auszeichnung mit dem Best Actor in a Short Film Award für My Method (2023)[12]

Cinema Cappuccino
- Auszeichnung mit dem Best Lead Actor in a Short Award für My Method (2023)[13]

David Film Festival Turkey
- Auszeichnung mit dem Best Actor Award für My Method (2023)[14]

Anatolian Film Awards
- Auszeichnung mit dem Best First time Director Award für My Method (2023)[15]

Hong Kong International Film Carnival
- Auszeichnung mit dem Best Debut Filmmaker Outstanding Achievement Award für My Method (2023)[16]

New York International Film Awards (NYIFA)
- Auszeichnung mit dem Best 1st Time Director Award für My Method (2023)[17]

Fastidious International Film Festival
- Auszeichnung mit dem Best Actor Award für Kaze Uzumaki in My Method (2023)
- Auszeichnung mit dem Best Duo Award für Kaze Uzumaki & Marta Shkop in My Method (2023)[18]

The Grand Cine Carnival Maldives (TGCCM)
- Auszeichnung mit dem Best Debut Filmmaker Award für My Method (2023)[19]

Krimson Horyzon International Film Festival
- Auszeichnung mit dem Best Negative Role Award für Tetsuo in My Method (2023)
- Auszeichnung mit dem Best First Time Filmmaker’s Phenomenal Attainment Award für My Method (2023)[20]

World Independent Cinema Awards Los Angeles (WICA)
- Auszeichnung mit dem Best Actor in a Short Film Award für My Method (2023)
- Auszeichnung mit dem Best Director of a Foreign Short Film Award für My Method (2023)[21]

Mabig Film Festival
- Auszeichnung mit dem Best Director Award für My Method (2023)[22]

Paris Cine Fiesta
- Auszeichnung mit dem Debut Filmmaker Critics Choice Award für My Method (2023)[23]